# 丰特斯普雷亚达斯
丰特斯普雷亚达斯，是西班牙卡斯蒂利亚-莱昂萨莫拉省的一个市镇。 总面积20平方公里，总人口383人（2001年），人口密度19人/平方公里。